# De dominee
De dominee is een Nederlandse speelfilm uit 2004 van regisseur Gerrard Verhage. De film vertelt het verhaal van Klaas Donkers, een drugsbaron en hoofd van het grootste misdaadsyndicaat dat ooit in Nederland actief is geweest. De film is gebaseerd op het gelijknamige boek van Bart Middelburg, waarin de opkomst en de ondergang van de Nederlandse drugsbaron Klaas Bruinsma uitvoerig wordt beschreven. De internationale titel is The Preacher.

## Verhaal
Klaas, zoon van een gevoelloos maar financieel zeer geslaagd zakenman, besluit zich geheel te wijden aan het smokkelen van en handelen in hasj. Hij wil de grootste zijn voordat de hasj gelegaliseerd wordt, wat volgens hem op korte termijn zal gebeuren. Bovenal wil hij zich meten met zijn vader, die hij in alles wil voorbijstreven. Samen met zijn beste maatje de kickbokser Adri en zijn grote liefde Annet lukt het hem de hasjhandel in zijn greep te krijgen. Hij is zelfs even de grootste van Nederland en baadt in geld en luxe. Annet smeekt hem met de handel te stoppen, omdat zij gelooft dat deze gevaarlijk is. Klaas wil echter 'nog even doorgaan'. Klaas klampt zich nog steeds vast aan het geloof dat de hasj legaal gaat worden. Maar de hasj wordt niet gelegaliseerd en langzaam maar zeker wordt Klaas gegrepen door het geweld. Hoezeer hij ook meent erboven te kunnen staan. Hij laat zelfs Adri vermoorden wanneer hij deze verdenkt van verraad. Later ontdekt Klaas dat Adri de verrader niet was, maar zijn eigen vriendin: Annet. Als Klaas 's avonds thuis komt, treft hij daar een slapende Annet in bed aan. Hij schiet haar in haar slaap dood en steekt vervolgens het huis in brand. Kort daarna wordt Donkers' grootste hasjvoorraad (De Grote Berg) ontdekt door de politie. Er moet dus nog een verrader in het spel zijn. Klaas geeft zijn handlangers opdracht alle verdachten te liquideren, zonder enig onderzoek. Kort daarna wordt Klaas zelf geliquideerd. Zijn hebzucht dreef hem naar zijn ondergang.

## Ontstaan van de film
Het oorspronkelijke plan voor de film werd gesmeed kort na de dood van Bruinsma in 1992. Het idee was een film te maken in documentairestijl, die zo dicht mogelijk bij de waarheid bleef. Begin 1995 werd regisseur Verhage opgebeld door Etienne Urka, die aangaf dat hij niet met naam en toenaam genoemd wilde worden in de film en eventueel wel mede-financier van de film wilde worden, als zijn naam ongenoemd zou blijven. Uiteindelijk werd echter besloten het oorspronkelijke scenario niet te gebruiken en over te gaan op een meer gedramatiseerde versie van het verhaal, waarbij namen van personages werden veranderd en karakters werden gebundeld. Zo is het karakter van Annet een samenvoeging van Thea Moear en Bruinsma's vriendin Lan Ching en het karakter Adri Slotemaker een mix van André Brilleman, Geurt Roos en Etienne Urka. Verhage stelt echter dat hij niet gezwicht is voor chantage, maar dat hij liever het psychologische verhaal achter Bruinsma wilde vertellen, dan een kale weergave van de feiten.

## Rolverdeling
Hoofdrollen
- Peter Paul Muller als Klaas Donkers
- Chantal Janzen als Annet
- Frank Lammers als Adri Slotemaker

Bijrollen
- Cas Jansen als Pieter Slotemaker, broer van Adri Slotemaker
- Rick Nicolet als Rie Slotemaker, moeder van Adri en Pieter
- Huub Stapel als Anton Donkers, vader van Klaas Donkers
- Alwien Tulner als Sylvia, vriendin van Anton Donkers
- Tygo Gernandt als lijfwacht Piet
- Roeland Fernhout als Ronald Jan, Advocaat van Klaas Donkers
- Marcel Musters als Broer Hansen
- Kees Boot als Kareltje
- Mike Reus als Pim
- Jeroen Spitzenberger als Jan de Geus
- Pleuni Touw als tante Jet Donkers
- Keith Davis als Hugo Duvall
- Christian Kmiotek als Jutka Djindiz
- Frans de Wit als Dikke Harry
- Leon Voorberg als huurmoordenaar (moordenaar van Adri Slotemaker)
- Dragan Bakema als huurmoordenaar  (moordenaar van Adri Slotemaker)
- Peter Post als douanebeambte Freddy
- Bas Keijzer als schorre Gerrit

## Prijzen
- Gouden film - 100.000 bezoekers
- Gouden kalf - voor beste production design